# Glee Vietnam
Glee Vietnam là một bộ phim truyền hình nhạc kịch tâm lý Việt Nam được sản xuất dựa theo kịch bản gốc của Glee, thuộc Fox 20th Century Television Distribution. Bộ phim được trình chiếu trên trang dịch vụ xem phim trực tuyến Danet kết hợp cùng các đối tác FPT Play và ZingTV.

## Nội dung
Cốt truyện của bộ phim xoay quanh về nhóm hát của trường Cao đẳng Nghệ thuật và Thể thao luôn luyện tập và tìm những ý tưởng mới để có thể đại diện trường học của mình tham gia những cuộc thi âm nhạc thành phố. Dù vậy, những thành viên của nhóm đã phải đối mặt với những vấn đề nảy sinh trong cuộc sống, đặc biệt là về giới tính, các mối quan hệ và việc gắn kết các thành viên trong nhóm. Mùa đầu tiên của bộ phim có 17 nhân vật chính bao gồm: người sáng lập và dẫn dắt nhóm New Directions – thầy dạy tiếng Anh Hoàng Minh (Đỗ An), huấn luyện viên Đội cổ vũ Cherrios Lan Phương (Yaya Trương Nhi), giáo viên tâm lý Hạ Vi (Tú Vi), vợ cũ của Hoàng Minh Thảo Trang (Bùi Lan Hương), và 12 thành viên của đội hát được thủ vai bởi Rocker Nguyễn, Angela Phương Trinh, Cindy V, Hữu Vi, Dũng Khánh, Bích Ngọc, Thanh Vy, Thái Trinh, Hòa Minzy, Lynk Lee, Minh Hiền và Thế Bảo .

## Diễn viên
| Diễn viên           | Vai diễn    | Vai diễn (trong bản gốc) | Vai trò trong phim                                              |
| ------------------- | ----------- | ------------------------ | --------------------------------------------------------------- |
| Rocker Nguyễn       | Đăng Phương | Finn Hudson              | Đội trưởng Đội bóng rổ Đồng trưởng nhóm New Directions          |
| Angela Phương Trinh | Hạ Quyên    | Quinn Fabray             | Đội trưởng Đội cổ vũ Cherrios Thành viên của New Directions     |
| Cindy V             | Minh Ánh    | Rachel Berry             | Đồng trưởng nhóm New Directions                                 |
| Đỗ An               | Hoàng Minh  | Will Schuester           | Thầy giáo dạy Ngoại ngữ                                         |
| NSƯT Thành Lộc      | Thái Dũng   | Principal Figgins        | Thầy Hiệu trưởng                                                |
| Hữu Vi              | Phi Long    | Noah Puckerman           | Thành viên Đội bóng rổ Thành viên của New Directions            |
| Dũng Khánh          | Gia Khánh   | Kurt Hummel              | Thành viên của New Directions                                   |
| Bích Ngọc           | Mỹ Hạnh     | Mercedes Jones           | Thành viên của New Directions                                   |
| Thanh Vy            | Bích Thủy   | Brittany S.Pierces       | Thành viên của Đội cổ vũ Cheerios Thành viên của New Directions |
| Thái Trinh          | Tường Vân   | Tina Cohen-Chang         | Thành viên của New Directions                                   |
| Hòa Minzy           | Linh San    | Santana Lopez            | Thành viên của Đội cổ vũ Cheerios Thành viên của New Directions |
| Lynk Lee            | Việt Tú     | Artie Abrams             | Thành viên của New Directions                                   |
| Hiền Sến            | Hiền Sến    | Matt Rutherford          | Thành viên Đội bóng rổ Thành viên của New Directions            |
| Thế Bảo             | Bảo Mi Nhom | Mike Chang               | Thành viên Đội bóng rổ Thành viên của New Directions            |
| Yaya Trương Nhi     | Lan Phương  | Sue Sylvester            | HLV của Đội cổ vũ Cheerios                                      |
| Tú Vi               | Hạ Vi       | Emma Pillsbury           | Cô giáo tư vấn tâm lý                                           |
| Bùi Lan Hương       | Thảo Trang  | Terri Del Monico         | Vợ của thầy Hoàng Minh                                          |
| Tùng Min            | Trung Kiên  | Ken Tanaka               | HLV của Đội bóng rổ                                             |

## Các mùa
| Mùa | Số tập | Ngày phát sóng      | Ngày phát sóng |
| Mùa | Số tập | Tập đầu             | Tập cuối       |
| --- | ------ | ------------------- | -------------- |
| 1   | 22     | 18 tháng 8 năm 2017 |                |

## Phản ứng của khán giả
Khi đơn vị sản xuất công bố thông tin Việt hóa Glee, cư dân mạng tỏ ra rất quan tâm và mong chờ. Tuy nhiên, khi dàn diễn viên chính được công bố, Glee vấp phải vô số ý kiến trái chiều .
Nhiều fan của series này cho rằng một số vai diễn chưa gần với nhân vật gốc. Ở phiên bản gốc, dàn diễn viên được đánh giá cao về chất giọng và kỹ thuật thanh nhạc. Nhiều ca khúc cover trong phim đạt vị trí cao trên các bảng xếp hạng, góp phần giúp dàn diễn viên nổi tiếng. Ở bản Việt hóa, các diễn viên như Đỗ An, Angela Phương Trinh... bị hoài nghi về khả năng ca hát. Đạo diễn Nguyễn Phan Quang Bình cho biết khi Việt hóa series phim đình đám, êkíp muốn thay đổi một số tuyến nhân vật phù hợp với văn hóa trong nước. Vai Mike Chang có thêm nhiều tình tiết, lời thoại hơn vì theo anh, trong phim gốc, vai này ít đất diễn, chỉ được thêm vào để có nhân vật gốc Á. Vai cô giáo Sue được thay đổi để tạo điểm nhấn.